# GRAND PRINCESS '24
『GRAND PRINCESS '24』（グランドプリンセス・トゥーフォー）は、日本の女子プロレス団体東京女子プロレスが両国国技館で行った興行。

## 概要
2022年以来2年ぶりの東京女子プロレス単独の両国国技館大会。タイトルマッチ3試合を含む全11試合が行われたほか、試合開始前にはアップアップガールズ（プロレス）のミニライブ、第3試合終了後にはSKE48のメンバー5名によるミニライブが行われた。第2試合には2023年10月30日の公演を最後にAKB48を卒業した湯本亜美のプロレスデビュー戦が行われ、舞台「権乱業火〜火に咲く花〜」で共演した角田奈穂とのタッグで桐生真弥&HIMAWARI組と対戦した。
タイトルマッチでは、プリンセスタッグ王座戦ででいじーもんきー（鈴芽&遠藤有栖）が、プリンセス・オブ・プリンセス王座戦で渡辺未詩が勝利して王座移動。インターナショナル・プリンセス王座を防衛した荒井優希も含め、東京女子プロレスが管理する3つの王座を保持する4名が1998年から1999年生まれのほぼ同年代の選手で占められる結果になった。

## 試合
| オープニングマッチ 20分一本勝負 6人タッグマッチ                              |                                                      |                                |
| 鈴木志乃 ●七瀬千花 キラ・サマー                                              | 7分43秒 フィッシャーマンズ・スープレックス・ホールド | 風城ハル〇 大久保琉那 高見汐珠 |
| 第二試合 20分一本勝負 タッグマッチ 湯本亜美デビュー戦                        |                                                      |                                |
| 〇角田奈穂 湯本亜美                                                          | 8分52秒 紫電改ー→片エビ固め                          | 桐生真弥 HIMAWARI●             |
| 第三試合 20分一本勝負 タッグマッチ                                           |                                                      |                                |
| アンドレザ・ジャイアントパンダ ●鳥喰かや with 猫はるな                       | 8分38秒 ドクターイエロー→片エビ固め                  | らく 原宿ぽむ〇                |
| 第四試合 20分一本勝負 タッグマッチ                                           |                                                      |                                |
| 〇宮本もか 長野じゅりあ                                                      | 11分11秒 鴻臚館→片エビ固め                           | 上原わかな 凍雅●               |
| 第五試合 15分一本勝負 シングルマッチ                                         |                                                      |                                |
| ●辰巳リカ                                                                    | 10分35秒 ホワイトナイトドライバー→体固め             | マーシャ・スラモビッチ○        |
| 第六試合 20分一本勝負 タッグマッチ                                           |                                                      |                                |
| 〇アジャコング マックス・ジ・インペイラー                                    | 12分39秒 ダイビング背面エルボードロップ→片エビ固め   | 中島翔子 ハイパーミサヲ●       |
| 第七試合 20分一本勝負 スペシャルシングルマッチ                               |                                                      |                                |
| 〇鈴木みのる                                                                 | 18分1秒 スリーパーホールド→レフェリーストップ        | 伊藤麻希●                      |
| 第八試合 20分一本勝負 タッグマッチ                                           |                                                      |                                |
| 坂崎ユカ ○瑞希                                                               | 15分43秒 アクアマリン                                | さくらえみ● クリス・ブルックス |
| 第九試合 30分一本勝負 インターナショナル・プリンセス選手権試合               |                                                      |                                |
| 〇荒井優希 （第12代王者）                                                    | 11分28秒 Finally→片エビ固め                          | 上福ゆき● （挑戦者）           |
| 第12代王者が2度目の防衛に成功。                                              |                                                      |                                |
| セミファイナル 30分一本勝負 プリンセスタッグ選手権試合                       |                                                      |                                |
| 水波綾 ●愛野ユキ （第15代王者組）                                            | 15分57秒 リング・ア・ベル→片エビ固め                 | 鈴芽○ 遠藤有栖 （挑戦者組）    |
| 第15代王者組・ユキニキが初防衛に失敗、でいじーもんきーが第16代王者組となる。 |                                                      |                                |
| メインイベント 30分一本勝負 プリンセス・オブ・プリンセス選手権試合           |                                                      |                                |
| ●山下実優 （第13代王者）                                                     | 20分7秒 ティアドロップ→片エビ固め                    | 渡辺未詩〇 （挑戦者）          |
| 第13代王者・山下実優が4度目の防衛に失敗。渡辺未詩が第14代王者となる。        |                                                      |                                |